# Бусоль

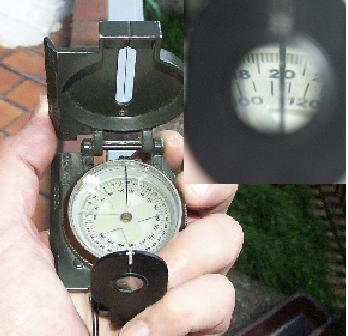
Визначення азимута за найпростішою бусоллю

Бусо́ль (англ. dip compass, miner's compass; нім. Boussole f, Kompaß m; фр. boussole) — геодезичний прилад для вимірювання магнітних азимутів, магнітних румбів і внутрішніх кутів.
Бусоль застосовують при топографічній, геологічній, маркшейдерській зйомках, зйомках нарізних та очисних виробок, військовій справі тощо.

## Винахід

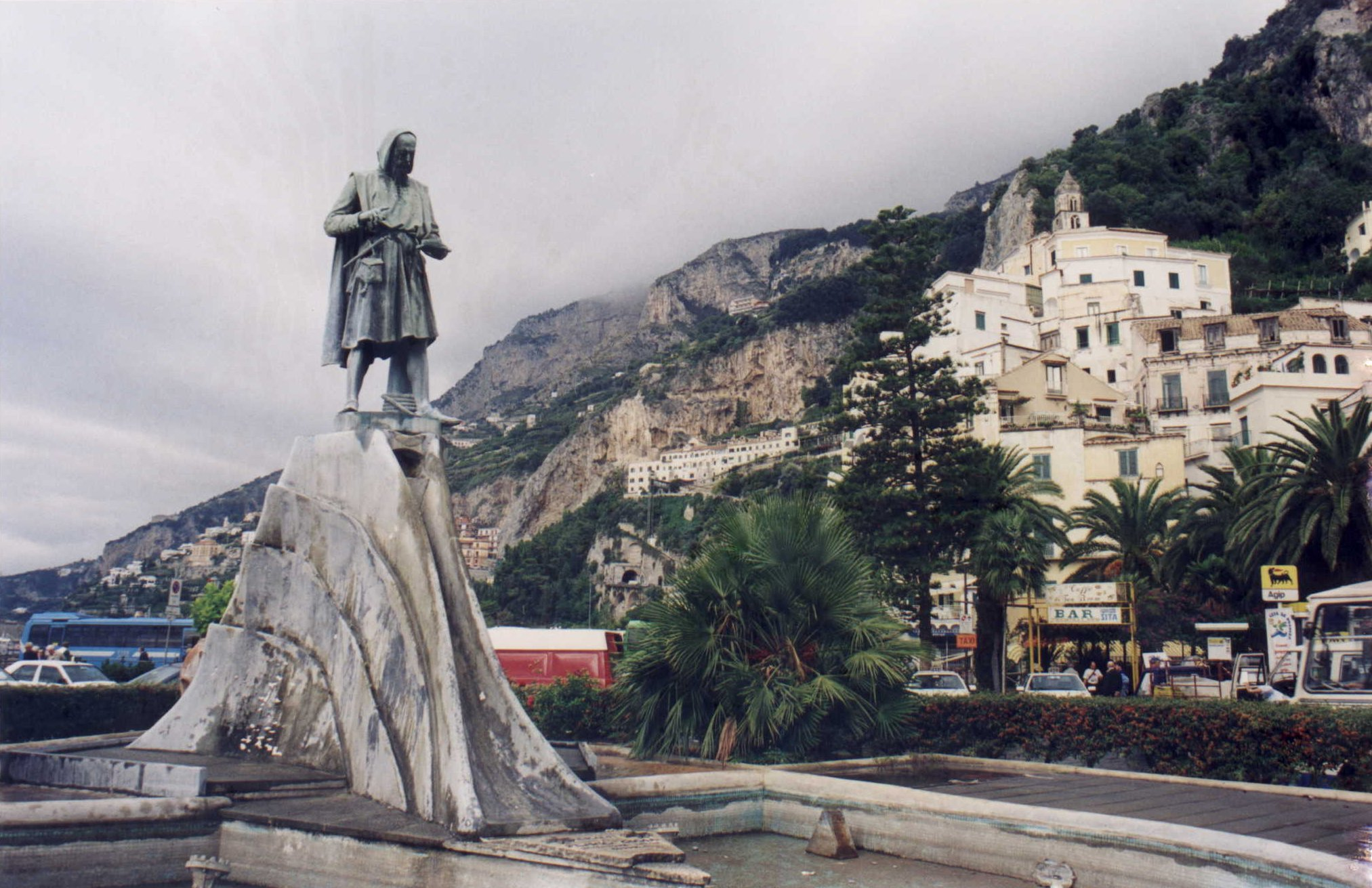
Пам'ятник Флавіо Джоя в рідному Амальфі, Італія

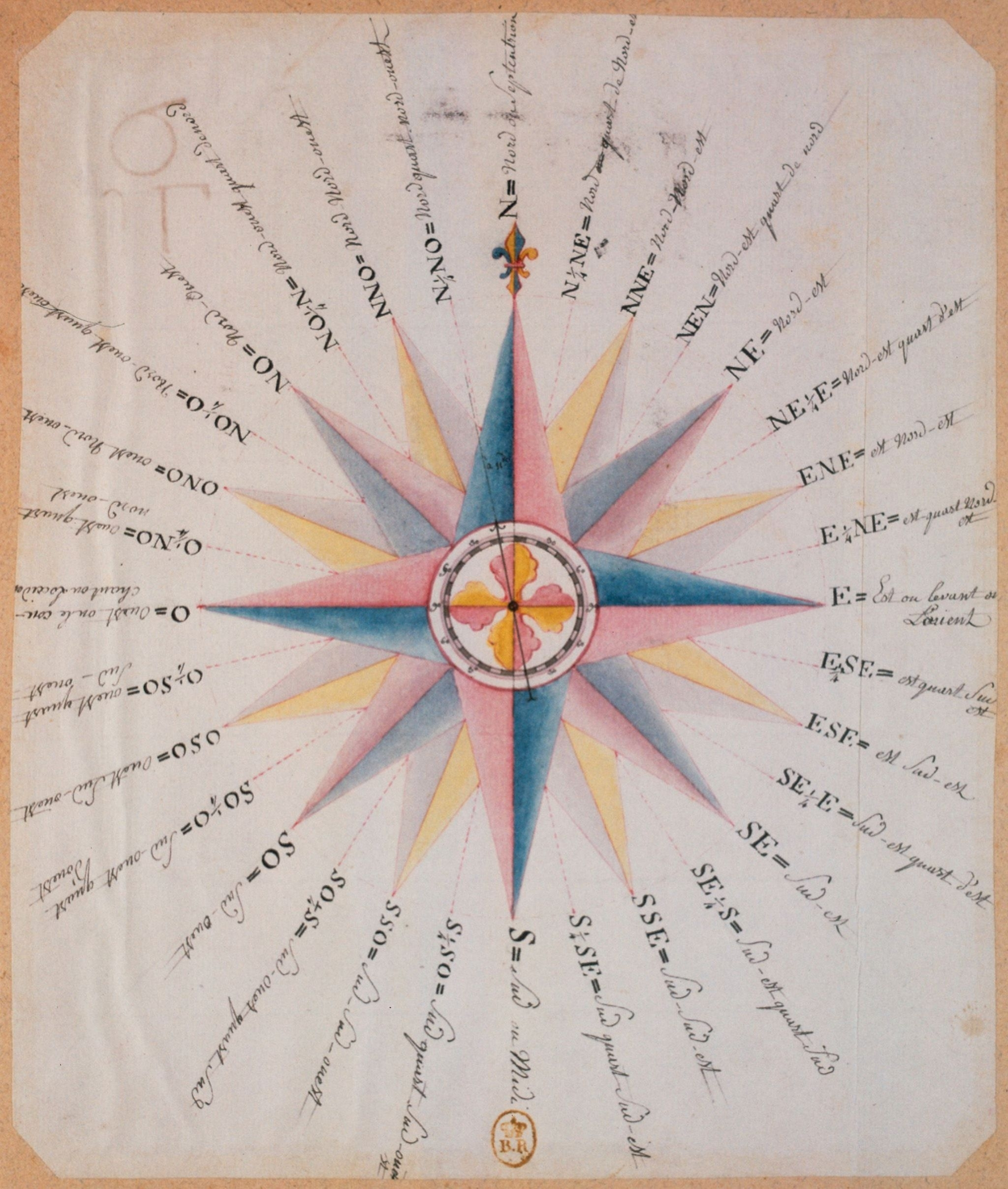
Традиційна геральдична лілія над позначкою на північ

За легендою, винахідником бусолі був італійський лоцман і винахідник Флавіо Джоя (1300 — ?), житель містечка Амальфі в Неаполітанському королівстві. Він першим помістив магніт, привезений Марко Поло з Китаю, на голку й в шухлядку зі скляною кришкою. Декорував бусоль ліліями та особливо відзначив позначку на північ на знак пошани до тогочасного володаря Неаполя, сина французького короля Людовика VIII, Карла Анжуйського.

## Будова
Складається з рухомої магнітної стрілки, кільця з градусними позначками та оптичної труби для наведення на відповідний об'єкт. Магнітна стрілка бусолі вказує на напрям магнітного меридіана, і після корегування показань за магнітним схиленням визначають напрямок полуденної лінії, від якої ведуть відлік кутів.
У найпростішому варіанті являє собою лінійку з діоптрами на кінцях, закріплену на компасі. Знизу лінійки прикріплена трубка, за допомогою якої вона надівається на штатив, що складається з триніжка і підставки, яка уможливлює як приводити бусоль у горизонтальне положення, так і надавати їй рух у горизонтальній площині.

## Обслуговування
Повірка — перевірка справності та придатності приладу. У випадку, якщо прилад несправний, виконують юстирування.
Юстирування — усунення недоліків, виявлених при повірці приладу.

## Види

### За будовою
- штативні / ручні,
- коробчасті,
- дзеркальні[1].

### За призначенням
- Маркшейдерська бусоль комплектується разом з висячим півкругом.
- Артилерійська бусоль

## Галерея

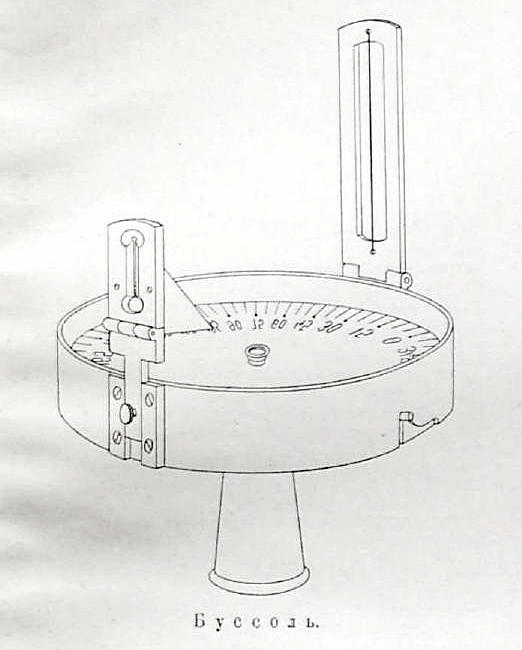
Бусоль з діоптрами
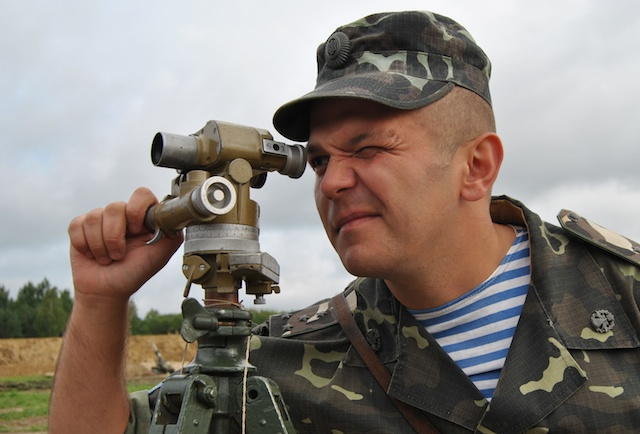
Артилерійська бусоль з оптичною трубою
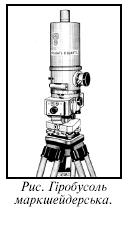
Маркшейдерська гіробусоль